# حصن بلاد صور
 قلعه بلاد صور  (به عربی: حصن بلاد صور) 
یکی از قلعه‌های مشهور کشور پادشاهی عمان است، و یکی از (نقاط دیدنی سلطنت عمان) به‌شمار می‌آید.  حصن بلاد صور  یکی از مهمترین قلعه‌های شهرستان صور به عربی ( ولایة صور )، از توابع منطقه شرقی است، قلعه برای حفظ امنیت شهر و نقاتی بر سر راه تجارتی بین شهرهای داخلی ساخته بوده‌اند، چهار اطراف قلعه باغ‌های نخل خرما احاطه نموده‌است، قلعه در داخل منطقه و دور از ساحل برای جلوگیری از بدوهای غارت گر ساخته شده‌است، در دوران گذشته مقر حاکم (والی) منطقه نیز بوده‌است. 
در دوران گذشته در کنار دیوار این قلعه تجارت و داد و ستد در حرفه‌هایی مختلف رواج داشته بود است. واین شهر به تجارت کالاهای مختلف مشهور بوده‌است، وبازار بزرگی برای فروش اسب ومتعلقات آن سالیانه در این شهر و در کنار قلعه مذکور برگزار می‌شده‌است. برگزاری این بازار همراه با جشن و گردهمایی و جشنواره اسب دوانی و فلکلور ورقص‌های سنتی برگزار می‌شده‌است، این مراسم چندین روز بطول می‌انجامیده‌است